# Gjergj Fishta

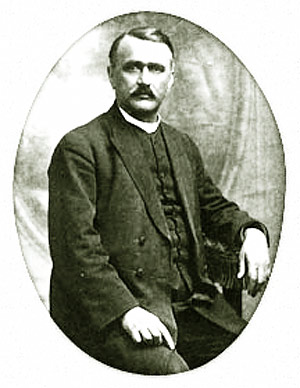
Gjergj Fishta

Gjergj Fishta (Zadrima, 1871- Shkodër 1940) fou un poeta i escriptor en albanès, un dels impulsors del rilindja (renaixement).
Era capellà franciscà, estudià filosofia i teologia exercí a Bòsnia i Albània, tot dirigint les escoles catòliques a Shkoder el 1902 i la societat Bashkimi. Fou fundador de la revista Hylli i Drites (Estrella de Llum, 1913) i compongué el recull poètic Lahuta e nalcis (El llaüt de la muntanya, 1905-1907) on canta el mite de la "creença vivent del poble". També traduí Homer, Alessandro Manzoni i Moliere a l'albanès.
També participà activament en política. Fou secretari de la delegació albanesa a la Conferència de Pau de París del 1919, diputat al parlament albanès per Shkodër el 1920, vicepresident del parlament albanès el 1921 i defensor de Fan Noli des del 1924, raó per la qual Zogú I l'envià a l'exili. El 1926 tornà i continuà com a mestre d'escola fins a la seva mort.

## Obres
- Lahuta e Malsisë (El llaüt de la Muntanya). Zadar 1902
- Anzat e Parnasit. (Armes del Parnàs). Sarajevo 1907
- Pika voese më vonë ri botuar si Vallja e Parrizit. Zara 1909
- Shqiptari i qytetnuem. melodrama, 1911
- Vëllaznia apo Shën Françesku i Assisi-t. 1912
- Juda Makabe. 1914
- Gomari i Babatasit, Shkodër. 1923
- Mrizin e Zanave, Shkodër. 1924
- Lahuta e Malësisë. Shkodër 1937